# Claie (rivière)
 (avril 2014).
Pour les articles homonymes, voir Claie.
La Claie est une rivière de Bretagne, longue de 62 kilomètres, affluent de l'Oust en rive droite.

## Géographie

### Cours de la rivière
La Claie prend sa source non loin de Moréac, sur le ban communal de Saint-Allouestre. Son cours s'oriente d'abord en direction du sud entre Bignan et Saint-Jean-Brévelay, puis il s'incline vers l'est suivant le rebord septentrional des Landes de Lanvaux avant de confluer avec l'Oust à Saint-Congard après un parcours de 61,6 kilomètres. Prise dans un relief escarpé à l'amont de la rivière, la vallée de la Claie s'élargit progressivement vers l'aval pour atteindre une largeur de 9 kilomètres dans la dernière partie du cours.

### Hydrographie et hydrologie
Le bassin versant de la Claie, situé au centre-est du Morbihan, couvre une superficie de 354 km². Il présente une forme très étirée selon une direction ouest-est comme le bassin voisin de l'Arz, un autre affluent de l'Oust, et compte 30 700 habitants. 
La rivière reçoit de nombreux affluents mais il s'agit seulement de ruisseaux de faible longueur, le plus important étant le Lay dont le cours n'excède pas 9 kilomètres.

## Communes traversées
La Claie arrose principalement les communes de Moréac, Bignan, Saint-Jean-Brévelay, Plaudren, Plumelec, Trédion, Saint-Guyomard, Bohal, Pleucadeuc, Saint-Congard, toutes situées dans le département du Morbihan.